# Najemadim Alcatibi
Najemadim Alcatibi (Najm al-Dīn al-Kātibī; m. 1276) foi um filósofo e lógico persa islâmico da escola xafeíta natural de Gasvim, na Pérsia. Um estudante de Naceradim de Tus, é o autor de dois importantes trabalhos, um sobre lógica, Al-Risala al-Shamsiyya, e um sobre metafísica e as ciências naturais, Hikmat al-'Ain.

## Lógica
Seu trabalho sobre lógica, o al-Risāla al-Shamsiyya (Lógica para Xameçadim), foi em geral usado como o primeiro texto importante sobre lógica nos madraçais sunitas, exatamente no final do século vinte e é "talvez o livro didático de lógica mais estudado de todos os tempos". A lógica de Alcatibi foi amplamente inspirada pelo sistema avicênico formal de lógica modal temporal, porém é mais elaborada e se afasta dela de vários modos. Enquanto Avicena considerou dez modalidades e examinou seis delas, Alcatibi considerou muito mais proposições modalizadas e examinou treze que ele considerou  'habituais para investigar'.